# Пісні помаранчевого майдану
Українське видавництво «Атлантик» спільно з Громадською організацією «Наша Україна» напередодні Католицького Різдва 2004 року видало збірку «Ми разом… (пісні помаранчевого майдану)».
Альбом є некомерційним виданням і був призначений для безкоштовного поширення серед слухачів південної і східної України, де українська музика є менш доступною. Диск вийшов за підтримки Швейцарської культурної програми в Україні та Громадської організації "Арт Екзистенція".
1. Ґринджоли — Разом нас багато
2. Марія Бурмака — Ми йдемо
3. De Shifer — Час прийшов
4. Мандри — Україна
5. Океан Ельзи — Майже весна
6. Леся Горова — Я патріот
7. Тартак — Я не хочу
8. О. Білозір та О. Єгоров — Слава Україні
9. ТНМК — Вавілон, Помаранчі
10. Де Був Бір — На Майдані
11. Воплі Відоплясова — Політрок
12. Плач Єремії — Із янголом на плечі
13. Тарас Петриненко — Україна

Під різними назвами збірка видавалася у Німеччині, Нідерландах, Польщі, Греції, Швейцарії, Росії, країнах Балтії, Балканських країнах, Чехії та Ізраїлі.